# Ulica Józefa Bema w Warszawie
Ulica Józefa Bema – ulica w warszawskiej dzielnicy Wola.

## Historia

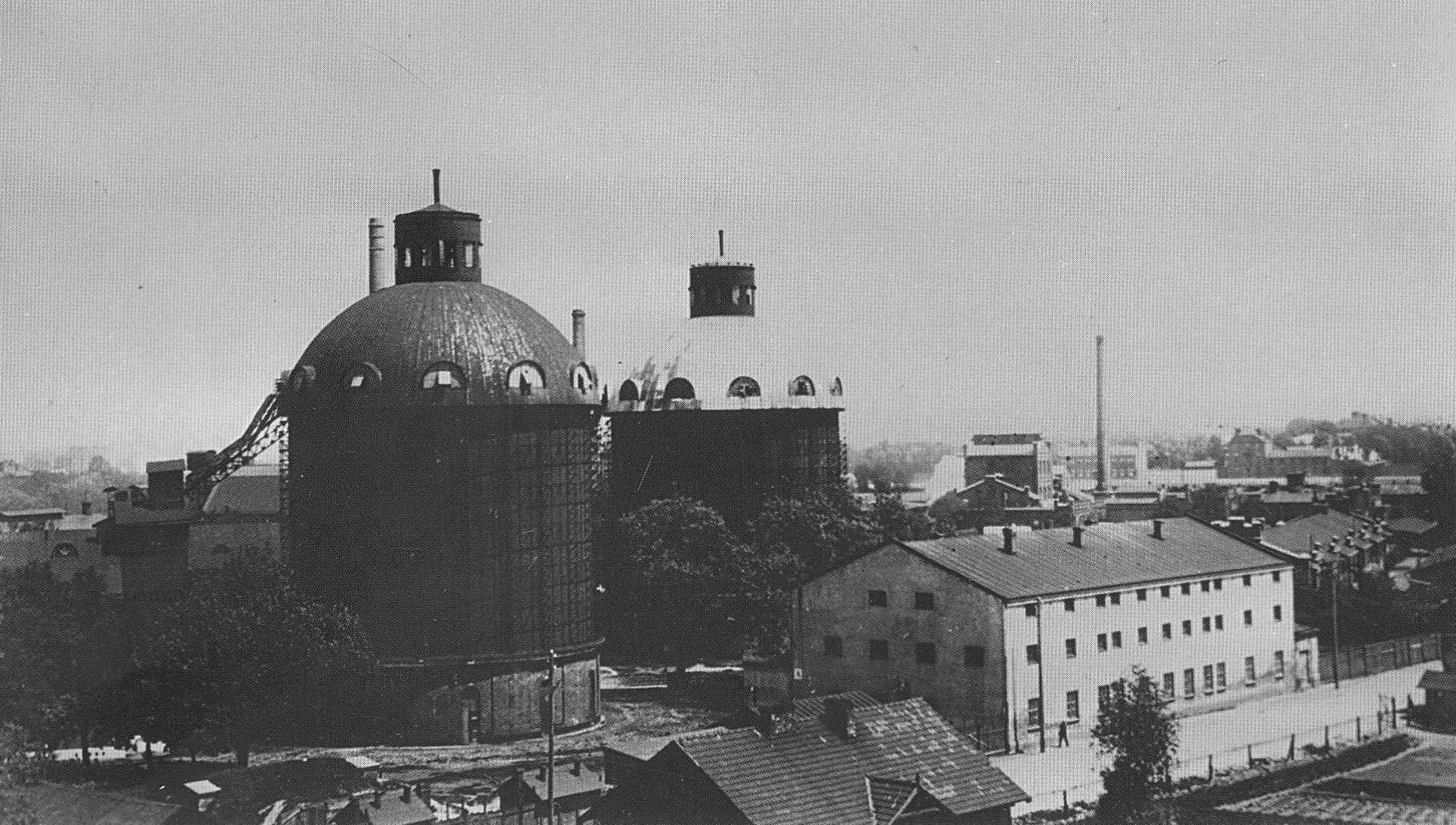
Elewatory zbożowe przy ul. Bema w latach 20. XX wieku, widok od strony ul. Prądzyńskiego

Dawniej ulica stanowiła drogę narolną biegnącą przed rokiem 1876 od ul. Opaczewskiej we wsi Warszawa do wsi Wola Wielka, przecinająca tory kolei warszawsko-wiedeńskiej. W drugiej połowie XIX wieku nosiła nazwy Droga Kościelna lub Droga Parafialna, związane z kościołem św. Stanisława Biskupa i Męczennika, wybudowanego w latach 1858–1860. 
W 1876 roku ulicę przecięły tory kolei obwodowej, a w okolicy powstało wtedy wiele bocznic kolejowych wiodących, między innymi, do carskich magazynów wojskowych wzniesionych po roku 1893 pod nr 60. W skład magazynów wchodziły wielkie elewatory zbożowe. W zbliżonym okresie powstała pod nr. 70/72 przędzalnia bawełny i farbiarnia Towarzystwa Akcyjnego „Wola”. Od 1908 roku działała tu wielka fabryka spółki Lilpop, Rau i Loewenstein. Poza zakładami przemysłowymi w skład XIX-wiecznej zabudowy wchodziły niewielkie domy robotnicze.
W 1916 roku ulica na całej swojej długości została włączona w granice Warszawy. 
W 1919 roku dotychczasowej Drodze Parafialnej i Drodze Kościelnej nadano obecnie obowiązującą nazwę upamiętniającą generała Józefa Bema.
20 października 1919 roku oddano do użytku pętlę tramwajową położoną przed kościołem oraz linię na odcinku pomiędzy pętlą a ulicą Dworską. 25 listopada 1920 roku tramwaje rozpoczęły kursowanie jednotorową linią na odcinku pomiędzy skrzyżowaniami z ulicami Dworską i Wolską, zaś jednocześnie zlikwidowane zostało torowisko na ulicy Dworskiej.
W latach 1925–1928 wzniesiono pod nr. 76 gmachy Towarzystwa Szkół Powszechnych nawiązujące swym planem do założeń pałacowych XVII/XVIII wieku. W latach 1931–1932 w pobliżu skrzyżowania z nowo wytyczoną ul. Ludwiki wybudowano kolonię domów spółdzielczych Zakładu Ubezpieczeń Społecznych.
W latach 30. XX wieku wybudowano w ciągu ulicy jednonawowy tunel drogowy przebiegający pod torami stacji Warszawa Zachodnia, który przebiegał jednak tylko pod częścią torów. Wyjazd z tunelu po stronie północnej meandrował pomiędzy torowiskami, przecinając również kilka torów na jednym poziomie i łączył się z ul. Armatnią. 
11 września 1939 roku, podczas obrony Warszawy, spłonęły zbombardowane przez Luftwaffe elewatory zbożowe. Kursowanie tramwajów, zawieszone 8 września 1939 roku w związku z bombardowaniami, zostało wznowione  1 stycznia 1944 roku na okres siedmiu miesięcy poprzedzających wybuch powstania warszawskiego. W czasie powstania zniszczone zostały kamienice położone w rejonie ulicy Wolskiej. Tunel pod torami stacji Warszawa Zachodnia pozostawał otwarty dla ruchu przez cały okres niemieckiej okupacji, ale został całkowicie zniszczony przez wycofujące się wojska niemieckie.
29 listopada 1945 roku wznowiono kursowanie tramwajów na odbudowanej linii wzdłuż ulicy. W dniach od 21 czerwca do 15 sierpnia 1948 roku przeprowadzono przebudowę linii tramwajowej w celu zmiany rozstawu szyn z 1525 mm do na 1435 mm.  
21 sierpnia 1963 roku, w związku z budową linii tramwajowej na ul. Kasprzaka, zlikwidowano trasę tramwajową na ulicy na całym odcinku od ul. Wolskiej do pętli przed kościołem św. Stanisława Biskupa i Męczennika.
W okresie powojennym bieg ulicy został zniekształcony przez rozbudowę węzła PKP oraz przekształcenie układu drogowego poprzez oddanie do użytku w dniu 5 marca 1973 roku nowego odcinka al. Rewolucji Październikowej, w ciąg której włączony został odbudowany tunel pod stacją Warszawa Zachodnia. Początkowy odcinek ulicy, należący już przed wojną do dzielnicy Ochota, został od niej odcięty i od roku 1974 nosi nazwę al. Bohaterów Września. Długość ulicy została skrócona z 2330 m do 1010 m. Odcinek na południe od ul. Prądzyńskiego i na zachód od torów kolei obwodowej został w roku 2014 przemianowany na ul. Parafialną. Po zmianach dokonanych w 2014 roku długość ulicy uległa dalszemu skróceniu do 780 m.

## Ważniejsze obiekty
- Kościół św. Stanisława Biskupa i Męczennika (nr 73/75)
- Pomnik Ludwika Waryńskiego
- XXXIII Liceum Ogólnokształcące Dwujęzyczne im. Mikołaja Kopernika (nr 76)

## Obiekty nieistniejące
- Zakłady Lilpop, Rau i Loewenstein (nr 65)